# 緬甸真熱帶鯰
緬甸真熱帶鯰，為輻鰭魚綱鯰形目北非鯰科的其中一種，分布於亞洲緬甸伊洛瓦底江及薩爾溫江下游流域，體長可達34.9公分，棲息在溪流底層水域，屬肉食性，生活習性不明。

## 擴展閱讀
維基物種上的相關：緬甸真熱帶鯰